# Business Europe
Confederation of European Business, franska: Union des confédérations des industries et des employeurs d'Europe, kallas enbart Business Europe, av organisationen skrivet BusinessEurope, är en europeisk lobbyingorganisation med säte i Belgiens huvudstad Bryssel. De försöker påverka Europeiska unionen (EU) och dess medlemsstater rörande bland annat företagande, regleringar och beskattning på den europeiska kontinenten. Business Europe har beskrivits som EU:s mäktigaste lobbyorganisation för företag och spenderar uppskattningsvis mer än €4 miljoner per år på det. Organisationen företräder 40 nationella arbetsgivarorganisationer från 35 europeiska länder varav 27 är EU-medlemmar samt 71 individuella företag. De leds av ordförande Fredrik Persson och generalsekreteraren Markus J. Beyrer.
Lobbyorganisationen grundades den 1 mars 1958 som Union des Industries de la Communauté européenne (UNICE) med syftet att övervaka eventuella politiska konsekvenser av fördraget om upprättandet av Europeiska ekonomiska gemenskapen.

## Medlemmar

### Nationella arbetsgivarorganisationer
Källa: 
| Associazione Nazionale dell'Industria Sammarinese        | Estonian Employers' Confederation                      | Samtaka iðnaðarins                         |
| Bŭlgarska stopanska kamara - Sŭyuz na bŭlgarskiya biznes | Fedil – Business Federation Luxembourg                 | Samtök atvinnulífsins                      |
| Bundesverband der Deutschen Industrie e.V.               | Hrvatska Udruga Poslodavaca                            | Schweizerischer Arbeitgeberverband         |
| Bundesvereinigung der Deutschen Arbeitgeberverbände      | Hellenic Federation of Enterprises                     | Svaz průmyslu a dopravy České republiky    |
| Confederação Empresarial de Portugal                     | Irish Business and Employers Confederation             | Svenskt Näringsliv                         |
| Confederación Española de Organizaciones Empresariales   | Konfederacja Lewiatan                                  | Türk Sanayicileri ve İş İnsanları Derneği  |
| Confederation of British Industry                        | Latvijas Darba devēju konfederācija                    | Türkiye İşveren Sendikaları Konfederasyonu |
| Confindustria                                            | Lietuvos pramonininku konfederacija                    | Unija poslodavaca Crne Gore                |
| Cyprus Employers & Industrialists Federation             | The Malta Chamber of Commerce, Enterprise and Industry | Unija poslodavaca Srbije                   |
| Dansk Arbejdsgiverforening                               | Mouvement des Entreprises de France                    | Verbond van Belgische Ondernemingen        |
| DI – Dansk Industri                                      | Munkaadók és Gyáriparosok Országos Szövetsége          | Vereinigung der Österreichischen Industrie |
| Économiesuisse                                           | Næringslivets Hovedorganisasjon                        | VNO-NCW                                    |
| Elinkeinoelämän keskusliitto ry                          | Republiková únia zamestnávateľov                       | Združenje Delodajalcev Slovenije           |

### Individuella medlemmar
Lobbyorganisationen företräder också 71 individuella medlemsföretag mot EU.
| Accenture plc                | Enel S.p.A.               | Huawei Technologies Co., Ltd.               | OMV AG                           | Solvay S.A.                       |
| Adam Opel AG                 | Engie S.A.                | Hyundai Motor Company                       | Oracle Corporation               | Statoil ASA                       |
| Adecco Group AG              | Eni S.p.A.                | International Business Machines Corporation | PAO Lukoil                       | Tata Consultancy Services Limited |
| Alcoa, Inc.                  | Exxon Mobil Corporation   | Intel Corporation                           | Pfizer Inc.                      | TE Connectivity Ltd.              |
| Arcelor Mittal S.A.          | Facebook Inc              | Japan Tobacco International                 | Philip Morris International Inc. | Telecom Italia S.p.A.             |
| Arconic Inc.                 | The Ford Motor Company    | Koninklijke Luchtvaart Maatschappij N.V.    | The Procter & Gamble Company     | Telefónica, S.A.                  |
| BASF SE                      | General Electric Company  | Koninklijke Philips N.V.                    | Randstad Holding NV              | Thermo Fisher Scientific Inc.     |
| Bayer AG                     | Google, Inc.              | Metsä Group                                 | RELX Group                       | Toshiba Corporation               |
| Bayerische Motoren Werke AG  | Groupe Lhoist             | Merck & Company, Inc.                       | Repsol S.A.                      | Total S.A.                        |
| BP plc                       | Groupe Michelin           | Microsoft Corporation                       | Robert Bosch GmbH                | Uber Technologies Inc.            |
| British American Tobacco plc | Groupe Renault            | Mytilineos Holdings S.A.                    | Royal Dutch Shell plc            | United Parcel Service, Inc.       |
| Caterpillar Inc.             | Heineken N.V.             | NBC Universal, Inc.                         | Safran S.A.                      | Veolia Environnement S.A.         |
| Daimler AG                   | Henkel AG & Company, KGaA | Norsk Hydro ASA                             | Samsung Group                    | Viohalco S.A.                     |
| The Dow Chemical Company     | Hitachi, Ltd.             | Novartis International AG                   | Siemens AG                       | Volkswagen AG                     |
| Électricité de France S.A.   |                           |                                             |                                  |                                   |